# Peter Kouroumbashev
Peter Kouroumbashev (en bulgare : Петър Курумбашев), né le 28 janvier 1968 à Pleven en Bulgarie, est un homme politique bulgare. Il est député européen de 2017 à 2019.